# Božena Slančíková-Timrava
Božena Slančíková-Timrava, née à Polichno le 2 octobre 1867 et morte à Lučenec le 27 novembre 1951, est une romancière et dramaturge.

## Biographie
Božena Slančíková-Timrava naît à Polichno le 2 octobre 1867.
Elle écrit de longues nouvelles et de courts romans.
Sa nouvelle satirique Hrdinovia condamne la guerre.
Elle meurt à Lučenec le 27 novembre 1951.

## Publications
- Skúsenosť (en 1902)[2]
- Bez hrdosti (en 1905)[2]
- Šťasti (en 1906)[2]
- Ťapákovci (en 1914)[2]
- Hrdinovia (en 1918)[2]
- Všetko za národ (en 1926)[2]